# Бела Зулавски
Бела Зулавски (мађ. Zulawszky Béla, словен. Vojtech Zulawszky) је био мађарски мачевалац, олимпијац, словачког порекла . Освојио је сребрну медаљу у појединачној дисциплини сабљама на Летњим олимпијским играма 1908. Погинуо је у акцији током Првог светског рата.

## Биографија
Бела Зулавски је дипломирао на универзитету 1897. године, а затим је постао професор гимнастике на војној академији у Кесегу, у Мађарској. Био је члан мађарског атлетског клуба у Будимпешти а такође је држао наставу из мачевања. Зулавски се такмичио и на Олимпијским играма 1908. и 1912. у све три дисциплине мачевања, освојивши сребро у појединачној сабљи 1908. Придружио се Мађарској војсци 1912. као официр, да би на крају постао мајор. Погинуо је у Сарајеву у првим данима Првог светског рата, октобра 1914. године.